# کاروانسرای مال سعیدی
کاروانسرای مال سعیدی مربوط به سده‌های متاخر دوران‌های تاریخی پس از اسلام است و در شهرستان ایذه، بخش مرکزی، دهستان هلایجان، روستای مال سعیدی واقع شده و این اثر در تاریخ ۲۶ اسفند ۱۳۸۷ با شمارهٔ ثبت ۲۵۹۷۲ به‌عنوان یکی از آثار ملی ایران به ثبت رسیده است.